# (11363) Vives
(11363) Vives (1998 EB12) – planetoida z grupy pasa głównego asteroid okrążająca Słońce w ciągu 3,19 lat w średniej odległości 2,16 j.a. Odkryta 1 marca 1998 roku.